# Regno greco-battriano
Il Regno greco-battriano fu un regno ellenistico collocato all'estremità orientale dell'impero di Alessandro Magno: si estendeva infatti sulla Battriana e sulla Sogdiana (in Asia centrale), nacque nel 250 a.C., quando il satrapo locale Diodoto si rese indipendente dal governo centrale seleucide di Antioco II ed ebbe fine con l'invasione degli Yuezhi e con lo spostamento del regno in India, a formare il Regno indo-greco.

## Storia

### Indipendenza
Diodoto I era satrapo della Battria (e probabilmente delle province limitrofe) sotto i sovrani dell'Impero seleucide, ma intorno al 250 a.C. fondò il Regno greco-battriano dichiarando l'indipendenza. Le fonti antiche sono alquanto contraddittorie e l'esatto anno dell'indipendenza battriana non è stato stabilito; gli studiosi sono divisi tra una cronologia alta (attorno al 255 a.C.) e una cronologia bassa (attorno al 246 a.C.) per la data della secessione di Diodoto.
La cronologia alta è in grado di spiegare il motivo per il quale il sovrano seleucide Antioco II (regnante tra il 262 e il 246 a.C.) abbia coniato poche monete in Battria, ipotizzando che Diodoto sia divenuto indipendente verso l'inizio del regno di Antioco; d'altro canto, la cronologia bassa collega la secessione di Diodoto alla terza guerra siriaca, un evento catastrofico per l'Impero seleucide, e un'occasione d'oro per la secessione dell'estrema satrapia nord-orientale.
(Marco Giuniano Giustino, Epitome delle Storie Filippiche di Pompeo Trogo, XLI,4)
Il nuovo regno, altamente urbanizzato e considerato uno dei più ricchi dell'Oriente («l'opulentissimo impero Battriano delle mille città», Marco Giuniano Giustino, Epitome delle Storie Filippiche di Pompeo Trogo, XLI,1), divenne più potente e si espanse verso occidente e verso oriente:
(Strabone, Geografia, XI.14.1-2.)
Quando il sovrano della vicina Partia, ex-satrapo e auto-proclamato re Andragora, fu sconfitto e ucciso da Arsace I, e l'impero dei Parti si sviluppò, i Greco-battriani videro i propri contatti terrestri col mondo greco rendersi sempre più difficili, e svilupparono un commercio marittimo con l'Egitto tolemaico.
A Diodoto succedette suo figlio, Diodoto II, che si alleò con Arsace per difendersi dal tentativo di riconquista seleucide intrapreso da Seleuco II Callinico:
(Marco Giuniano Giustino, XLI.4.9-10.)

### Dinastia di Eutidemo
Attorno al 230 a.C., Eutidemo I, un greco di Magnesia e probabilmente satrapo di Sogdiana, rovesciò Diodoto II, iniziando la propria dinastia. Eutidemo controllava più della Sogdiana, ben oltre Alessandria Eschate, fondata da Alessandro Magno in Fergana:
(Strabone XI.14.3)
Eutidemo I fu attaccato dal sovrano seleucide Antioco III intorno al 208 a.C. Antioco sconfisse 10.000 cavalieri battriani nella battaglia dell'Ario, ed Eutidemo fu costretto a rinchiudersi nella città fortificata di Bactra (moderna Balkh), dove Antioco lo assediò per tre anni senza successo. Alla fine, Antioco accettò di riconoscere l'indipendenza di Eutidemo e strinse un'alleanza matrimoniale, offrendo in sposa una propria figlia al figlio di Eutidemo, Demetrio I, in cambio degli elefanti da guerra di Eutidemo. Secondo lo storico Polibio, Eutidemo contrattò la pace con Antioco sostenendo di aver rovesciato il discendente del vero ribelle, Diodoto I, e di difendere l'Asia centrale dall'invasione dei nomadi:
(Polibio, XI.34.)
Dopo la partenza dell'esercito seleucide, il regno parrebbe essersi espanso, in particolare verso occidente, probabilmente inglobando porzioni del territorio partico, il cui sovrano Arsace II era stato sconfitto da Antioco III; questi territori potrebbero coincidere con le satrapie battriane della Tapuria e della Traxiane.

### Espansione geografica

#### Contatti con la Cina

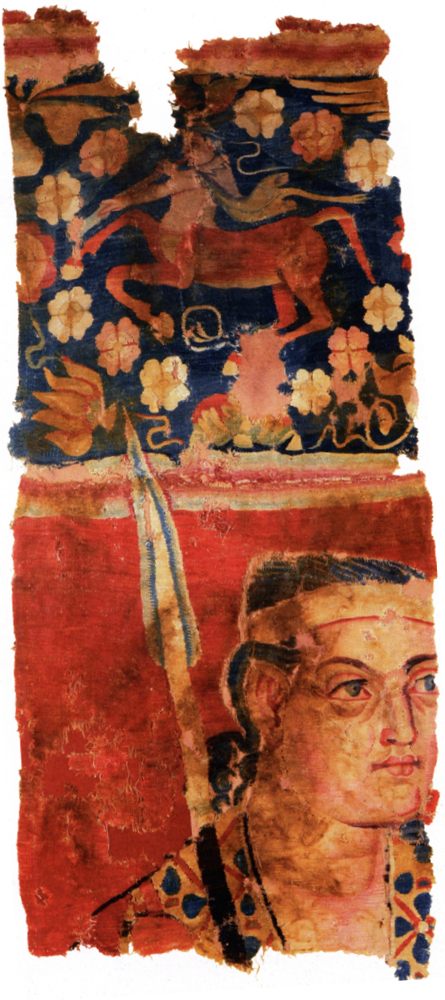
Probabile soldato greco raffigurato nell'arazzo di Sampul, III/II secolo a.C., Sampul, Museo dello Xinjiang di Urumchi.

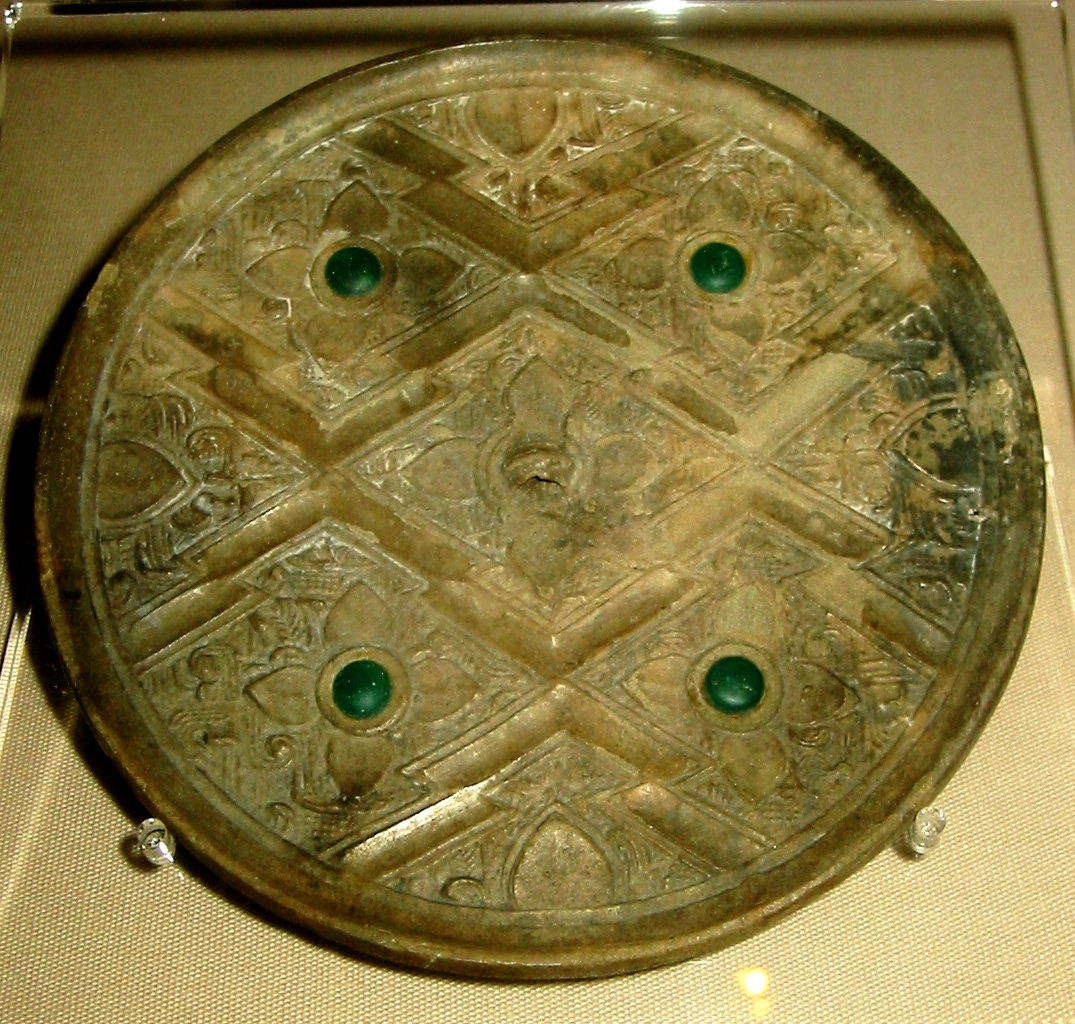
Specchio in bronzo con inserti in vetro del periodo Zhou/Han, con motivi greco-battriani come rosette, linee geometriche e inserti in vetro, 300–200 a.C., Victoria and Albert Museum.

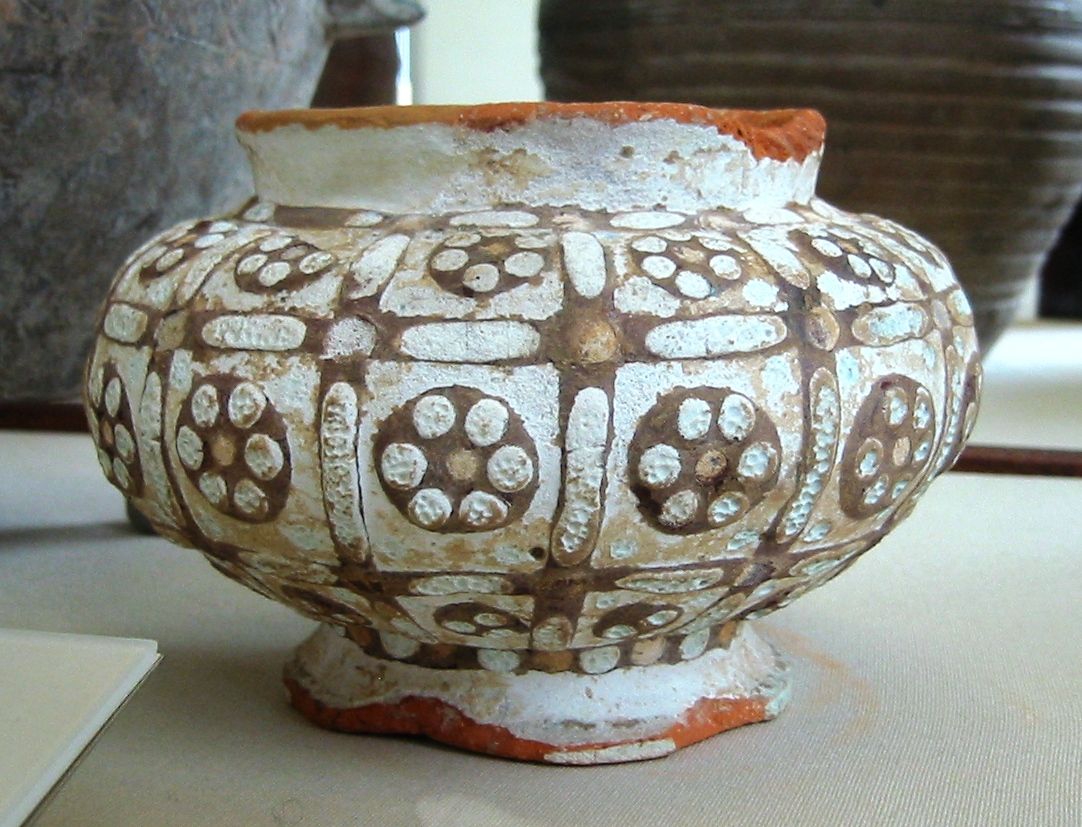
Vaso con inserti in pasta di vetro del periodo dinastia Han, con influenze occidentali, British Museum.

Il regno di Eutidemo I arrivava, verso nord, alla Sogdiana e alla valle di Fergana, e ci sono indizi che i Greco-battriani abbiano condotto delle spedizioni da Alessandria Eschate fino a Kashgar e Urumchi nel Turkestan orientale, il primo contatto noto tra la Cina e l'Occidente, avvenuto attorno al 220 a.C. Lo storico greco Strabone scrive che:
(Strabone, XI.11.1.)
Molte statuette e raffigurazioni di soldati greci sono stati trovati a nord del Tien Shan, alle soglie della Cina, e sono oggi custodite nel museo di Urumchi.
È stata suggerita l'influenza greca sull'arte cinese. Decorazioni con rosette, linee geometriche, intarsi in vetro rimandano all'arte ellenistica e possono essere individuati su alcuni antichi specchi in bronzo della dinastia Han.
Anche la numismatica suggerisce uno scambio tra Greco-battriani e Cinesi, in questo caso di tecnologie: i Greco-battriani furono i primi al mondo a coniare monete in cupronichel (in rapporto 75 a 25), una lega nota fino ad allora solo ai Cinesi, che la chiamavano «rame bianco» (alcune armi del periodo dei regni combattenti erano in cupronichel). È nota la pratica di esportare metallo cinese, in particolare ferro, in questo periodo; i sovrani Eutidemo I, Eutidemo II, Agatocle e Pantaleone coniarono queste monete nel 170 a.C., ed è possibile che vene di rame ricche in nichel fossero sfruttate ad Anarak.
L'esploratore e ambasciatore di epoca Han Zhang Qian visitò la Battria nel 126 a.C., e registrò la presenza di prodotti cinesi nei mercati battriani:
(Shiji 123, Sima Qian.)
Al suo ritorno Zhang Qian informò l'imperatore Han Wudi del livello di sofisticazione della civiltà urbana della Fergana, della Battria e della Partia, e l'imperatore mostrò interesse a sviluppare dei rapporti commerciali con quelle zone:
(Hanshu.)
Ci fu inoltre anche uno scontro militare tra 109 e 104 a.C., chiamato guerra dei cavalli celesti, tra la dinastia Han e i Dayuan dell'Asia centrale, probabilmente il regno greco battriano, o parte di esso. Le cause furono delle diatribe in merito al commercio di una particolare razza equina: gli Han infatti chiesero ai battriani la vendita di questi animali per poterli utilizzare a scopo militare. Al rifiuto dello stato greco di vendere i cavalli, l'imperatore Wudi reagì mandando due spedizioni attraverso l'Asia centrale contro il regno greco, il conflitto si risolse in una vittoria degli Han; inoltre per un certo periodo di tempo, il regno divenne un protettorato cinese.
Un certo numero di inviati cinesi si recarono nell'Asia centrale, causando lo sviluppo della Via della seta a partire dalla fine del II secolo a.C.

#### Contatti con l'India (250–180 a.C.)
L'imperatore indiano Chandragupta, fondatore dell'Impero Maurya, riconquistò l'India nord-occidentale intorno, al 322 a.C., a seguito della morte di Alessandro Magno. Mantenne però i legami con i suoi vicini greci dell'Impero seleucide, stringendo un'alleanza dinastica o comunque un riconoscimento dei matrimoni misti tra Greci e Indiani (le fonti antiche parlano di epigamia); molti Greci, inoltre, risiedettero presso la corte dei Maurya, tra questi lo storico Megastene, autore dell'Indica, e tutti gli imperatori indiani successivi ebbero un ambasciatore greco a corte.

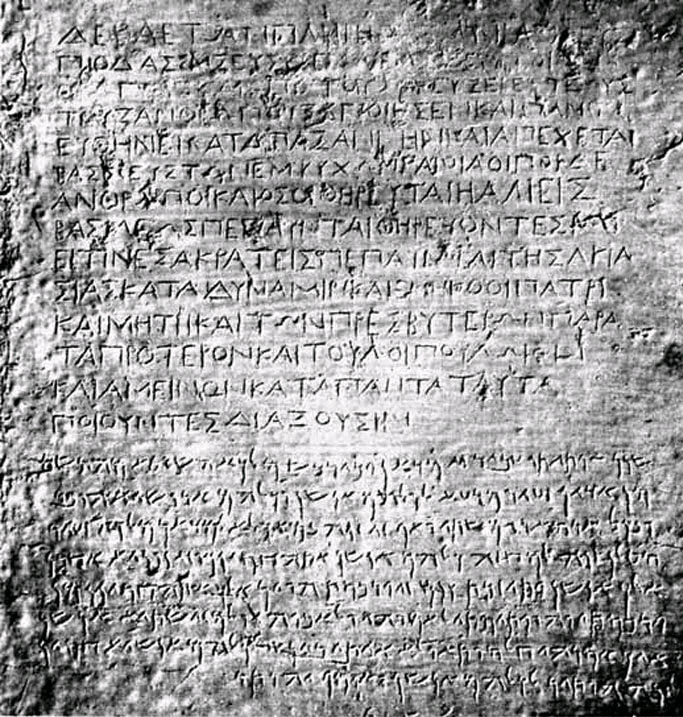
Iscrizione biligue greco-aramaico degli Editti di Ashoka (Kandahar, 250 a.C. circa, Museo di Kabul).

Il nipote di Chandragupta, Ashoka, si convertì al buddhismo e fece molti proseliti indirizzando i suoi sforzi verso il mondo indiano ed ellenistico a partire dal 250 a.C. circa. Secondo gli Editti di Ashoka, incisi nella pietra (alcuni anche in greco), inviò emissari buddisti nelle terre greche dell'Asia e persino nel Mediterraneo. Gli editti nominano tutti i sovrani ellenistici dell'epoca:
(Editti di Ashoka, tredicesimo editto della roccia, S. Dhammika)
Parte della popolazione greca rimasta nell'India nordoccidentale sembrerebbe essersi convertita al Buddismo:
(Editti di Ashoka, tredicesimo editto della roccia, S. Dhammika)
Secondo fonti in lingua pāli, alcuni degli emissari di Ashoka erano monaci buddisti greci, a testimonianza di fitti scambi religiosi tra le due culture:
(Mahavamsa XII.)
I Greco-battriani ricevettero questi emissari buddisti - per lo meno Maharakkhita, il cui nome significa «il grande salvato», il quale fu «inviato nel paese degli Yona - e tollerarono in qualche modo la fede buddista, anche se pochi restano indizi di ciò. Nel II secolo, il teologo cristiano Clemente di Alessandria riconobbe l'esistenza di shramana buddisti presso i Battriani (nome che all'epoca indicava i «Greci d'Oriente»), e persino la loro influenza sul pensiero greco:
(Clemente di Alessandria, Stromata, I.XV.)

#### Espansione in India (dopo il 180 a.C.)

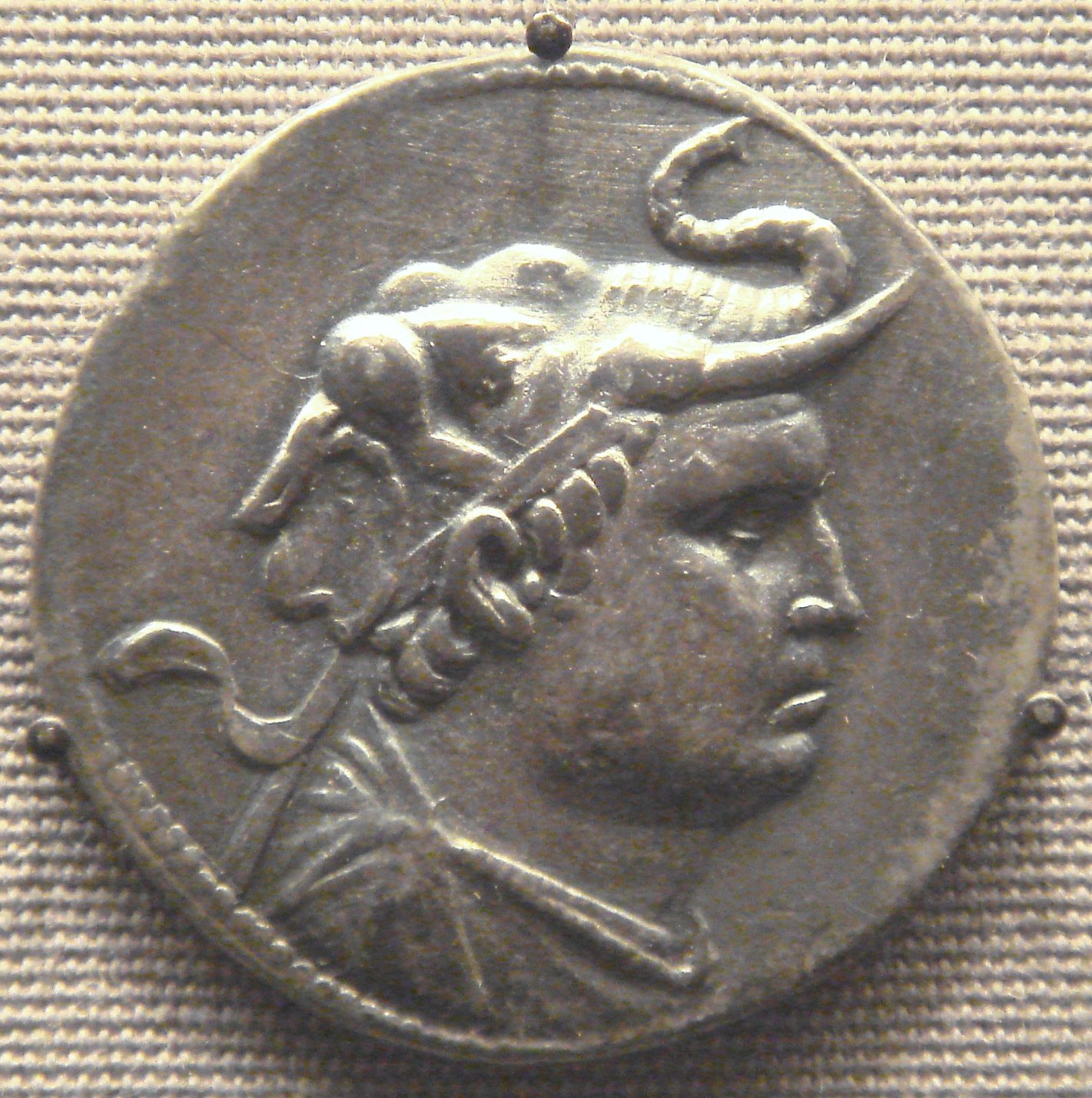
Moneta in argento raffigurante Demetrio I di Battria (200–180 a.C. circa), con indosso un elmo raffigurante un elefante, simbolo della sua conquista dell'India.

Demetrio I, figlio di Eutidemo I, iniziò l'invasione dell'India a partire dal 180 a.C., qualche anno dopo la caduta dell'Impero Maurya per mano dei Sunga. Gli storici non concordano sulle motivazioni per l'invasione. Secondo alcuni (Tarn), l'invasione fu conseguenza dell'alleanza tra Greco-battriani e Maurya e mirata a difendere la fede buddista dalle presunte persecuzioni operate dai Sunga, almeno stando alle fonti buddiste; altri storici (Thapar, Lamotte) ritengono che i racconti delle persecuzioni siano delle esagerazioni.
Demetrio potrebbe essere giunto fino alla capitale imperiale di Pataliputra, in India orientale, sebbene queste campagne siano generalmente attribuite al sovrano Menandro I. Al termine dell'invasione, avvenuta non oltre il 175 a.C., nell'India settentrionale si era formato un Regno indo-greco che durò per almeno due secoli, fino al 10 circa, in cui fiorì la fede buddista (specie sotto Menandro I) in un ambiente molto favorevole al sincretismo culturale, come esemplificato dallo sviluppo del Buddhismo greco.

### Usurpazione di Eucratide e separazione dal Regno indo-greco

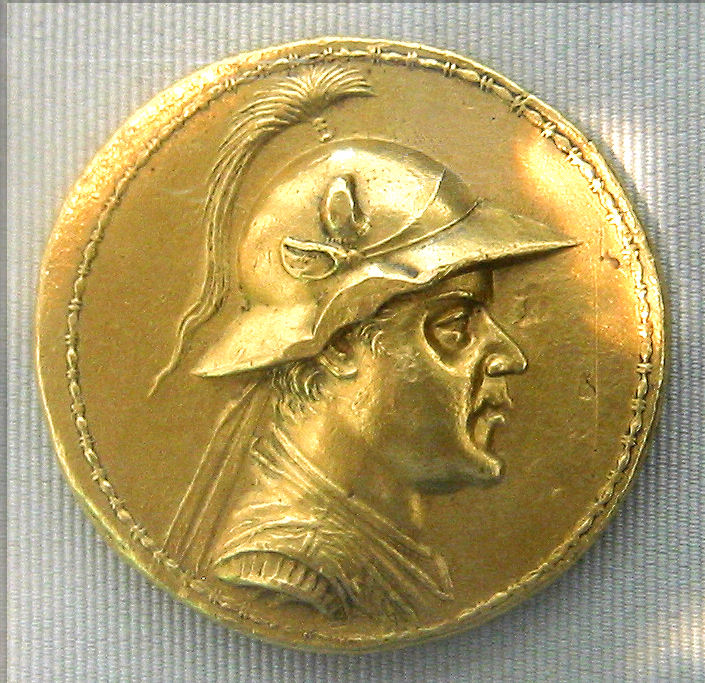
Moneta raffigurante Eucratide I. Questa moneta da 20 stateri di oro è la più grande mai coniata nell'antichità.

Il regno di Demetrio I fu suddiviso in due parti alla sua morte: ad occidente, sulla Battria, governarono prima Eutidemo II poi Antimaco I; ad oriente, Paropamisadae, Arachosia, Gandhara e Punjab furono governate da Pantaleone, Agatocle, Apollodoto I e Antimaco II Nikephoros, in una linea dinastica che continuò nel Regno indo-greco.
Accadde infatti che Eucratide I, un generale di Demetrio o un alleato dei Seleucidi, riuscisse a rovesciare la dinastia di Eutidemo e a governare a partire dal 170 a.C. circa, probabilmente detronizzando Antimaco I e Antimaco II. I discendenti di Eutidemo ancora regnanti sull'India cercarono di riconquistare la Battria: un sovrano di nome Demetrio, verosimilmente Demetrio II, sarebbe tornato in Battria con 60.000 uomini per rovesciare l'usurpatore, ma fu sconfitto e ucciso:
(Marco Giuniano Giustino, XLI.6.4.)
Eucratide compì molte campagne nell'India nord-occidentale, e governò un vasto territorio (come indicato dal fatto che molte zecche indiane coniarono monete per lui) forse persino fino al fiume Jhelum in Punjab. Alla fine, però, fu respinto dal sovrano indo-greco Menandro I, che riuscì a creare un gigantesco territorio unificato.
In un racconto alquanto confuso, Giustino spiega che Eucratide fu ucciso sul campo di battaglia da «suo figlio e co-regnante», vale a dire Eucratide II o Ierocle I (145 a.C.); il figlio passò sopra il cadavere insanguinato di Eucratide con il proprio carro e lo lasciò smembrato senza sepolcro:
(Marco Giuniano Giustino, XLI.6.5.)

#### Sconfitte contro i Parti

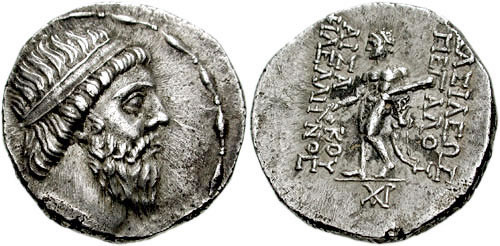
Moneta con l'effige di Mitridate I di Partia.

Durante o dopo le campagne indiane di Eucratide, la Battria fu attaccata dal sovrano partico Mitridate I, forse alleato degli Eutidemidi:
(Marco Giuniano Giustino, XLI.6.)
A seguito della sua vittoria, Mitridate I ottenne il territorio battriano a occidente dell'Ario, le regioni della Tapuria e della Traxiane:
(Strabone, XI.11.2.)
Nel 141 a.C., sembra che i Greco-battriani si siano alleati con il sovrano seleucide Demetrio II Nicatore per combattere contro i Parti:
(Marco Giuniano Giustino, XXXVI.1.3-5.)
Lo storico del V secolo Paolo Orosio afferma che Mitridate riuscì ad occupare il territorio tra l'Indo e l'Idaspe (lo Jhelum) verso la fine del proprio regno, attorno al 138 a.C. circa, prima che il suo regno fosse indebolito dalla sua morte, avvenuta nel 136 a.C.
Eliocle I dovette ridursi a governare il territorio restante. La sconfitta, sia a occidente sia a oriente, avrebbe lasciato il regno molto indebolito e aperto alle invasioni dei nomadi.

### Invasioni dei nomadi

#### Prima migrazione degli Yuezhi

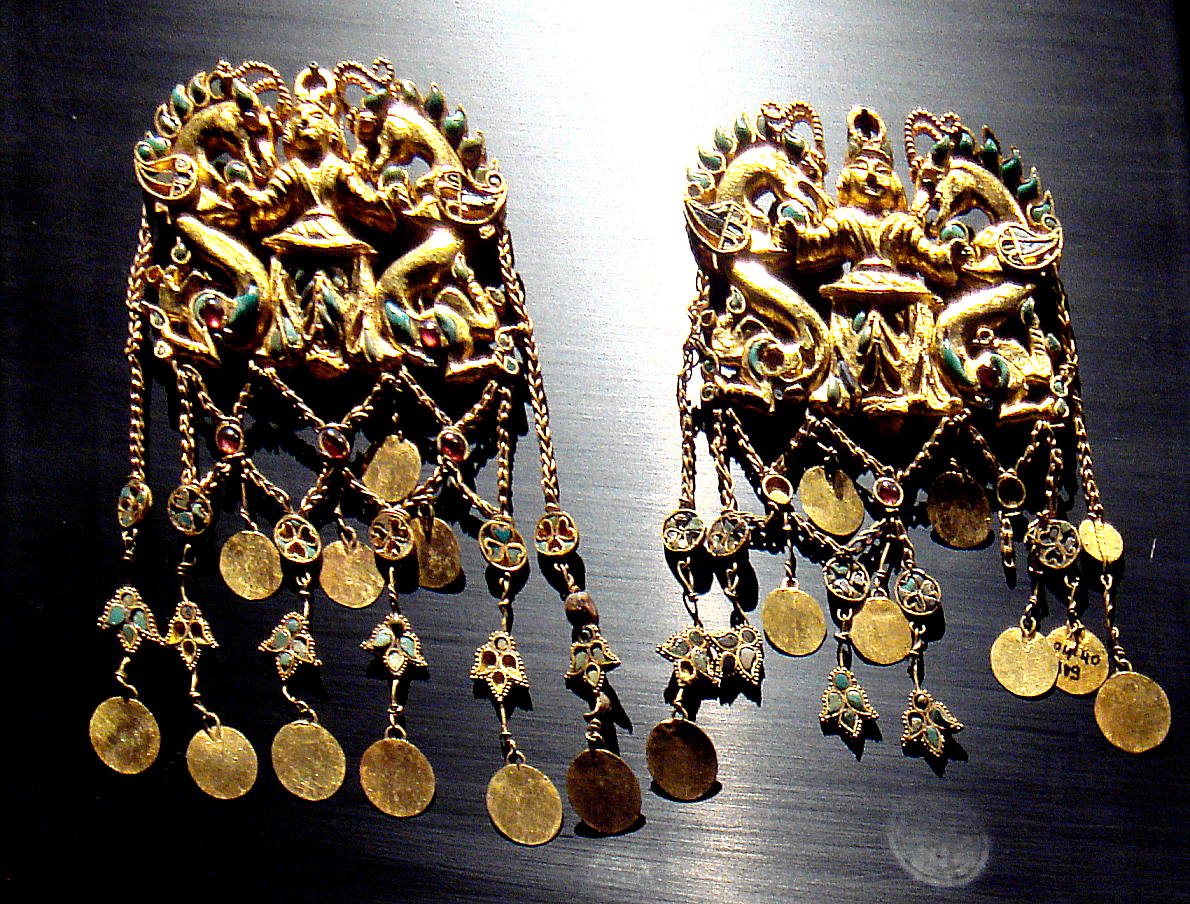
Gioielli in oro degli Sciti, ritrovati in Battria, nel sito di Tillia tepe.

Secondo le cronache della dinastia Han, nel 162 a.C. gli Yuezhi, sconfitti pesantemente dagli Xiongnu, abbandonarono il bacino del Tarim e migrarono verso occidente, attraversarono la regione limitrofa e altamente urbanizzata degli Dayuan (probabilmente i possedimenti greci nella valle di Fergana), e si insediarono a nord dell'Oxus, nei moderni Kazakistan e Uzbekistan, ovvero nella regione settentrionale del territorio greco-battriano. Questo insediamento sembra essere avvenuto nel periodo in cui Eucratide I era impegnato nelle sue campagne indiane.
Attorno al 140 a.C., gli Sciti orientali (chiamati Saci nelle fonti greche) iniziarono a invadere diverse regioni della Partia e della Battria, probabilmente spinti dalla migrazione verso meridione degli Yuezhi. La loro invasione della Partia è ben documentata, con gli attacchi alle città di Merv, Hecatompylos ed Ecbatana, la sconfitta e l'uccisione del re Fraate II (figlio di Mitridate I), e la dispersione delle truppe mercenarie greche che questi comandava e che aveva acquistato con la sua vittoria su Antioco VII. Gli Sciti inflissero ulteriori sconfitte ai Parti nel 123 a.C., quando lo zio e successore di Fraate, Artabano I, fu da loro ucciso. Anche la Battria fu probabilmente attaccata e travolta dalla stessa enorme migrazione di Sciti: la distruzione della città greco-battriana di Ai-Khanum, datata al 140 a.C. circa, è normalmente associata all'invasione scita. La pressione degli Yuezhi spinse ulteriormente a sud e a sud-est gli Sciti, in Afghanistan e India.

#### Seconda migrazione degli Yuezhi e fine del Regno greco-battriano

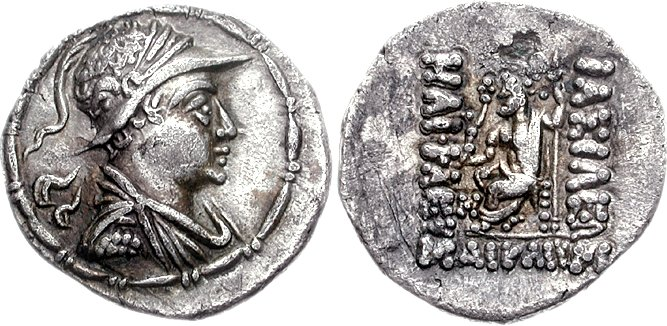
Moneta in argento di Eliocle I (r. 150–125 a.C.), l'ultimo sovrano greco-battriano. L'iscrizione in lingua greca recita ΒΑΣΙΛΕΩΣ ΔΙΚΑΙΟΥ ΗΛΙΟΚΛΕΟΥΣ, «[del] re Eliocle il Giusto».

Quando Zhang Qian visitò gli Yuezhi nel 126 a.C., allo scopo di ottenere il loro appoggio nella lotta contro gli Xiongnu, osservò che si erano insediati a nord dell'Oxus, ma che tenevano sotto controllo anche il territorio a meridione del corso di questo fiume, che costituisce la restante parte della Battria. Secondo Zhang Qian, gli Yuezhi avevano una forza considerabile di arcieri a cavallo, compresa tra 100.000 e 200.000 cavalieri, con costumi identici a quelli degli Xiongnu, che sarebbero stati in grado di sconfiggere facilmente le forze battriane (nel 208 a.C., quando Eutidemo I dovette confrontarsi con l'invasione del sovrano seleucide Antioco III, aveva a disposizione 10.000 cavalieri). Zhang Qian visitò anche la Battria (chiamata Daxia in cinese) nel 126 a.C., e dipinge un paese completamente demoralizzato e dal sistema politico scomparso, sebbene restasse l'infrastruttura urbana:
(Sima Qian, Shiji, citando Zhang Qian, traduzione di Burton Watson.)
Gli Yuezhi si espansero ulteriormente in Battria intorno al 120 a.C., probabilmente spinti ancora più a sud dalle invasioni dei Wusun settentrionali; a loro volta spinsero davanti a loro tribù scite, le quali continuarono fino all'India, dove furono identificati come Indo-sciti.
L'invasione è descritta anche in fonti classiche occidentali del I secolo a.C., con nomi differenti da quelli cinesi:
(Strabone, XI.8.2.)
In questo periodo il re Eliocle I abbandonò Bactira e spostò la capitale nella valle di Kabul, dalla quale governò i suoi possedimenti indiani. Avendo abbandonato il territorio battriano, è considerato l'ultimo sovrano greco-battriano, sebbene diversi suoi discendenti, spostandosi nell'Hindu Kush, avrebbero costituito la parte occidentale del Regno indo-greco; l'ultimo di questi sovrani, Ermeo, regnerà fino al 70 a.C., quando gli Yuezhi invaderanno ancora una volta il suo territorio, nella Paropamisadae (gli Indo-greci orientali resisteranno fino al 10 d.C. nel Punjab).

## Principali sovrani greco-battriani
I nomi, i regni e le estensioni territoriali dei sovrani greco-battriani sono incerti e basati principalmente sull'analisi numismatica. I sovrani successivi all regno di Demetrio sono dati in accordo a Osmund Bopearachchi, Monnaies Gréco-Bactriennes et Indo-Grecques, Catalogue Raisonné, 1991.

### Casata di Diodoto

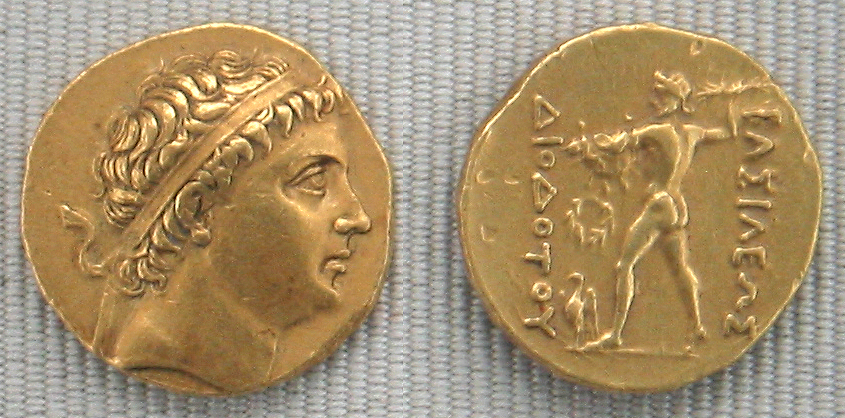
Moneta d'oro di Diodoto I (250 a.C. circa)

Regnano sulla Battria, Sogdiana, Fergana e Arachosia:
- Diodoto I (256 – 243 a.C.)
- Diodoto II (243 – 221 a.C.)
  - forse anche un certo Antioco Nicatore

### Casata di Eutidemo
Regnano sulla Battria, Sogdiana, Fergana e Arachosia:
- Eutidemo I (230 – 200 a.C. circa)
- Menandro (200 - 195 a.C. circa)

I discendenti del re greco-battriano Eutidemo I invasero l'India settentrionale nel 190 a.C. circa; la loro dinastia fu probabilmente scacciata dalla Battria dopo il 170 a.C. dal nuovo re Eucratide I, ma tenne i dominii indiani del regno almeno fino agli anni 150 a.C.
- Demetrio I (200 circa – 180 a.C.), figlio di Eutidemo I, sovrano greco-battriano e conquistatore dell'India.

Il territorio conquistato da Demetrio fu diviso in due parti, una occidentale l'altra orientale, governate da diversi sovrani vassalli e successori:
Territorio della Battria
- Eutidemo II (180 a.C. circa), probabilmente figlio di Demetrio I
- Antimaco I (probabilmente 180 – 165 a.C.), fratello di Demetrio, sconfitto dall'usurpatore Eucratide I

Territorii di Paropamisadae, Arachosia, Gandhara, Punjab
- Pantaleone (anni 190 o 180 a.C.), forse un altro fratello e co-regnante di Demetrio I
- Agatocle (180 circa – 170 a.C.), forse un altro fratello
- Apollodoto I (175 a.C. circa – 160 a.C.), forse un altro fratello
- Antimaco II Nikephoros (160-155 a.C.)
- Demetrio II (155 – 150 a.C.)
- Menandro I (150 – 135 a.C.), regnò su di un vasto impero e sostenne il buddismo; la sua relazione con gli altri sovrani, e quindi la continuità dinastica, non sono certe.

Questi sovrani sono seguiti dai re del Regno indo-greco in India settentrionale.

### Casata di Eucratide

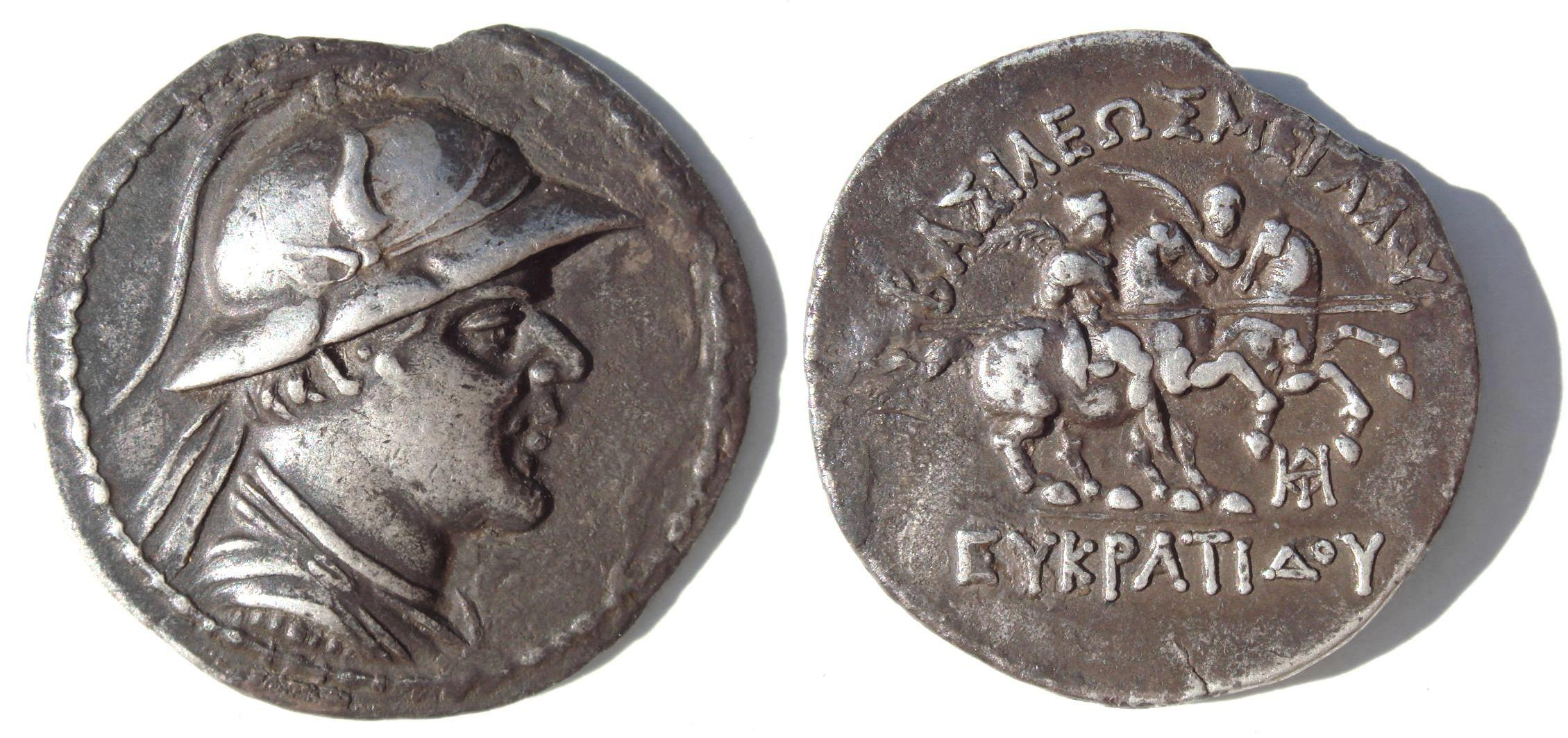
Tetradracma in argento di re Eucratide I (170 - 145 a.C.).

Territorio della Battria e Sogdiana
- Eucratide I (170 – 157 a.C. circa)
  - Platone, co-reggente intorno al 166 a.C.
- Eucratide II (145 – 141 a.C.)
- Eliocle I (145 circa – 135 a.C.)

Eliocle, ultimo re greco di Battria, dovette subire l'invasione delle tribù nomadi degli Yuezhi da settentrione. Discendenti di Eucratide potrebbero aver regnato su parti del Regno indo-greco.

## Cultura

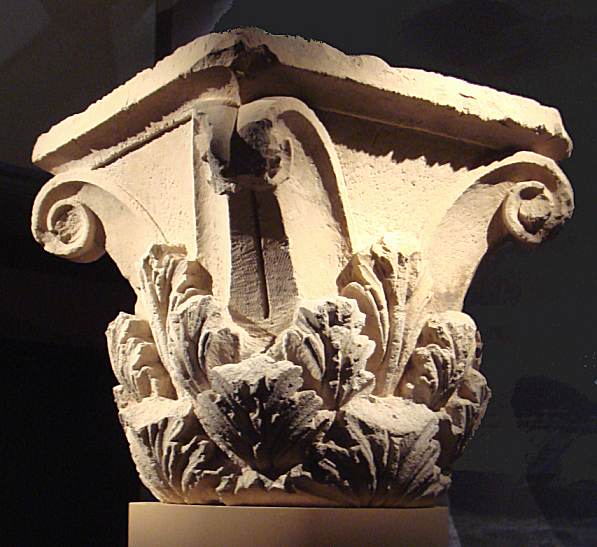
Capitello corinzio ritrovato ad Ai-Khanum e datato al II secolo a.C.

I Greco-battriani erano noti per l'alto livello di sofisticazione della loro cultura ellenistica, e tennero contatti regolari sia col mondo mediterraneo che con l'India; con i sovrani indiani dell'Impero Maurya erano in buoni rapporti, scambiandosi gli ambasciatori.
Le loro città, come Ai-Khanum nell'Afghanistan (probabilmente Alessandria sull'Oxus) e Bactra (la moderna Balkh) dove sono stati fatti ritrovamenti ellenistici, a dimostrazione della sofisticata cultura urbana. Questo sito fornisce un'immagine della cultura greco-battriana attorno al 145 a.C., quando la città fu arsa completamente durante le invasioni dei nomadi e mai più ripopolata. Ai-Khanum «ha tutte le caratteristiche di una città ellenistica, con un teatro greco, un ginnasio e alcune case greche con cortili colonnati». Resti di colonne in ordine corinzio furono ritrovati negli scavi del sito, insieme a vari frammenti di scultura, tra cui il frammento del piede di una statua ellenistica, la cui altezza totale è stimata sui 5-6 metri.

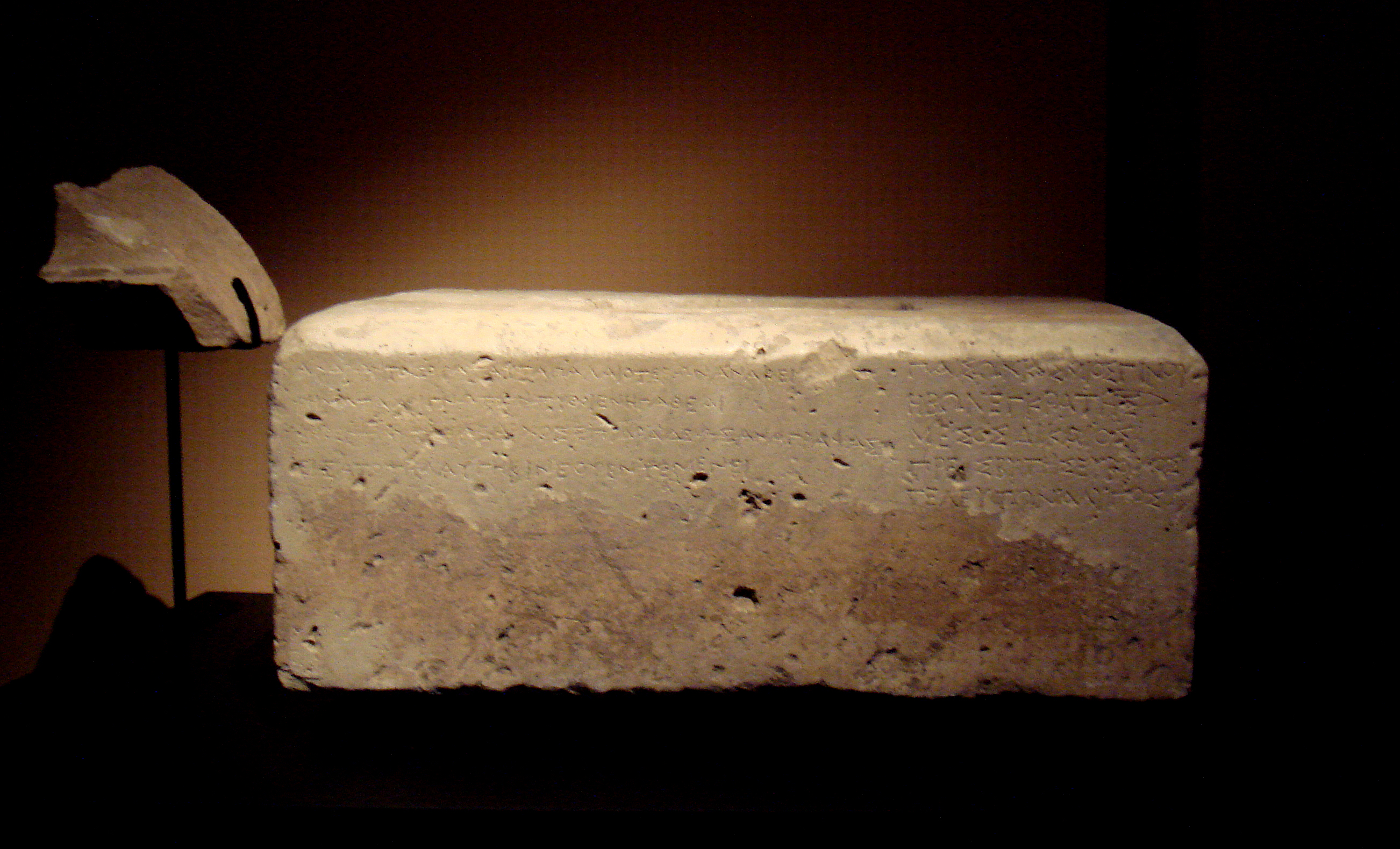
Blocco di pietra con le iscrizioni di Kineas in greco, da Ai-Khanum.

Una delle iscrizioni in lingua greca ritrovate ad Ai-Khanum, l'Heroon di Kineas, è stato datato al 300–250 a.C., e descrive precetti delfici: 
Da giovani uomini, imparate il controllo delle passioni.

Nella mezza età, siate giusti.

Da anziani, date buoni suggerimenti.

Poi morite, senza rimpianti.»
Alcune monete dei re greco-battriani, insieme a quelle dei sovrani indo-greci loro successori, sono considerate gli esemplari più belli dell'arte numismatica greca, caratterizzati da una raffinata miscela di realismo e idealizzazione. Tra questi vi sono le monete più grandi coniate nell'antichità: la moneta d'oro più grande (20 stateri d'oro, 170 g) fu coniata da Eucratide I, la più grande d'argento (una doppia decadracma) dal sovrano indo-greco Aminta Nicatore. I ritratti «mostrano un grado di individualità mai raggiunto dalle spesso insipide raffigurazioni dei loro contemporanei regali più a Occidente».
Molte altre città greco-battriane sono state identificate, come a Saksanokhur nel Tagikistan meridionale (indagini archeologiche di un gruppo sovietico diretto da B.A. Litvinski), o a Dalverzin Tepe.